# Bodo Battenberg
Pour les articles homonymes, voir Battenberg.
Bodo Kurt Battenberg (né le 20 mai 1963 à Münster) est un cavalier allemand de concours complet.

## Carrière
Sa première grande compétition internationale est le championnat du monde en 1990.
Il participe à l'épreuve par équipes aux Jeux olympiques d'été de 1996 à Atlanta ; réserviste, il est le meilleur des Allemands qui font de mauvaises performances, toutefois l'Allemagne finit neuvième.
Il est médaille d'argent de l'épreuve par équipes au championnat d'Europe en 1999 à Luhmühlen ; Battenberg est le meilleur Allemand.
Avec le même cheval, Sam the Man, il est championnat d'Allemagne en 1996 et 1997.